# سدیم لورت سولفات
سدیم لورت سولفات (به انگلیسی: Sodium laureth sulfate) با نام اختصاری SLES و با فرمول شیمیایی CH۳(CH۲)۱۰CH۲(OCH۲CH۲)nOSO۳NaC12+2nH25+4nNaO4+nS یک ترکیب شیمیایی است؛ که جرم مولی آن ۴۲۰ g/mol می‌باشد.این ماده یک ماده فعال سطحی است که در بسیاری از شوینده‌های مصنوعی از جمله صابون، شامپو و خمیردندان مشاهده می‌شود.